# Такасе (приток Сая)
Такасе (яп. 高瀬川 такасэ-гава) — река в Японии на острове Хонсю, приток реки Сай, впадающей в крупнейшую реку Японии — Тикума. Протекает по территории префектуры Нагано.
Длина реки составляет 45-55,8 км, территория её бассейна — 445,4 км².
Исток Такасе находится на северных склонах горы Яригатаке на западе префектуры Нагано. Она протекает по ущелью Такасе, где в неё впадает Юмата (湯俣川), после чего её перегораживают три плотины — Такасе, Омати и Нанакура, использующиеся для борьбы с наводнениями и производства электричества. Ниже река попадает во впадину Мацумото, где образует конус выноса. В городе Адзумино она впадает в Сай.
Бассейн реки сложен, в основном, гранитом, сильно подверженным эрозии. Нередки оползни. Средний уклон реки в верховьях составляет 1/13.
У слияния с Юматой у реки бьют много горячих источников.
Плотина Такасе высотой в 176 м образует водохранилище объёмом до 76,2 млн м³.